# Лейферт, Андрей Алексеевич
Андре́й Алексе́евич Ле́йферт (1 мая 1898, Санкт-Петербург — 9 октября 1937, Москва) — советский японовед-лингвист, художественный переводчик с японского языка; художник-иллюстратор, карикатурист. Автор первого советского учебного словаря японских иероглифов (1935). С 1930 года — сотрудник Разведывательного управления Штаба РККА. Репрессирован и расстрелян в 1937 году.

## Биография
Андрей Лейферт родился 1 мая 1898 года в Санкт-Петербурге. В 1917 году окончил школу гардемаринов. С 1918 года служил в Морских силах Рабоче-Крестьянской Красной Армии. Во Всесоюзной коммунистической партии (большевиков) не состоял. Был в резерве Морского штаба Республики.
В 1923—1925 годах учился на восточном факультете Дальневосточного государственного университета по кафедре японской филологии. В 1925—1926 годах работал в японской газете «Йомиури». В 1925—1927 годах был сотрудником торгпредства в Японии. В 1927—1928 годах учился в Ленинградском восточном институте имени А. С. Енукидзе. В 1928—1930 годах Лейферт снова был в Японии (возможно, стажировался в это время от Ленинградского восточного института при полпредстве). Находясь в Японии, участвовал в работе Кружка японоведения, организованного сотрудниками полпредства.
В 1928 году в «Госиздате» в переводе Андрея Лейферта вышла «Книга картин без картинок» Фусао Хаяси, а в 1929 году в ленинградском издательстве «Прибой» был напечатан переведённый Лейфертом роман Сэйдзи Танидзаки «Гейша Эйко». В соавторстве с Яковом Мексиным Андрей Лейферт сделал три свободных перевода для детей японских народных сказок «Длинное имя», «Страна дураков» и «Три тёлки». Художниками трёх детских книжек, вышедших в 1929 году, выступили соответственно Александр Могилевский, Давид Штеренберг и Владимир Бехтеев.
В 1930 году Андрей Лейферт переехал в Москву, где переводил художественную литературу и иногда выступал как художник. В 1931 году Лейферт опять находился в Японии с официальной целью изучения японского языка и японской литературы и занимался переводами и театром. С 13 марта по 30 апреля 1931 года Андрей Лейферт сотрудничал с японской газетой «Токио-Асахи». В это время почти в каждом вечернем выпуске газеты на первой полосе печатались по две карикатуры Лейферта под инициалами А. Л. с небольшим пояснительным текстом от лица автора. Газета называла Лейферта «молодым, но уже известным в СССР карикатуристом», а его рисунки — «весёлыми и светлыми». Интерес Андрея Лейферта к Японии газета объясняла его увлечённостью японской живописью укиё-э. В лёгкой ироничной манере Лейферт в газетных рисунках и комментариях к ним выразил свои впечатления от пребывания в Токио.
В том же 1931 году Андрей Лейферт сделал несколько иллюстраций для изданной в Японии на японском языке книги Евгения Спальвина «Япония: взгляд со стороны» (Супаруин. Екомэ-дэ мита нихон. Токио, 1931). Как считает современный исследователь творчества Лейферта Александр Дыбовский, «по-видимому, А. А. Лейферт не избежал влияния со стороны своего учителя. Карикатуры А. А. Лейферта и книгу Е. Г. Спальвина роднит некоторое европоцентристское высокомерие по отношению к мукам вестернизации Японии, стремящейся преодолеть свою восточноазиатскую идентичность и присоединиться к лидерам европейской цивилизации».
Андрей Лейферт — автор первого изданного в советское время учебного словаря японских иероглифов (1935), ставшего популярным среди специалистов.
Со времени переезда в Москву в 1930 году Лейферт сотрудничал с Разведывательным управлением Штаба РККА: с апреля 1930 года по февраль 1933 года находился в распоряжении; с февраля 1933 года по февраль 1936 года был начальником 3-го (информационно-статистического) отдела, находился в распоряжении, был помощником начальника одного из отделений управления 1-го (западного) отдела; с февраля 1936 года по июль 1937 года был секретным уполномоченным 2-го (восточного) отдела. При этом очередные воинские звания Лейферт продолжал получать по ведомству военно-морского флота; 24 января 1936 года ему было присвоено звание капитана 3-го ранга.
В Москве Лейферт жил по адресу: 6-я Звенигородская улица, дом 8, корпус 8, квартира 160.
13 июля 1937 года Андрей Лейферт был уволен в запас РККА по следующей формальной, неприемлемой для сотрудника советской внешней разведки причине: «воспитывался у дяди — владельца театральных предприятий, домовладельца». Спустя две недели, 27 июля 1937 года, Лейферт был арестован, 9 октября 1937 года приговорён за «шпионаж» Военной коллегией Верховного суда СССР (ВКВС СССР) к высшей мере наказания и расстрелян в тот же день. Место захоронения — Донское кладбище, могила 1. Реабилитирован посмертно ВКВС СССР 2 апреля 1957 года. Личное дело Андрея Лейферта хранится в Центральном архиве Федеральной службы безопасности России.

### Словарь
- Лейферт А. А. Словарь наиболее употребительных в современном японском языке иероглифов: Учебное пособие. — М., Л.: Издательство иностранной литературы, 1935. — 308 с.

### Книжные переводы

#### Романы
- Хаяси Фусао. Книга картин без картинок / Перевод с японского А. Лейферта. — М., Л.: Госиздат, 1928. — 200 с. — 5000 экз.
- Танидзаки Сэйдзи. Гейша Эйко: Роман / Перевод с японского А. Лейферта. — Л.: Прибой, 1929.

#### Детские книги
- Длинное имя: [Рассказ для детей] / Пересказали с японского А. Лейферт и Я. Мексин; Картинки А. Могилевского. — М.: Государственное издательство, 1929. — 11 с.
- Страна дураков: Японская сказка… / Пересказали А. Лейферт и Я. Мексин; Иллюстрации Д. Штеренберга. — М.: Государственное издательство, 1929. — 12 с.
- Три тёлки: Японская народная сказка / Пересказали А. Лейферт и Я. Мексин; Рисунки В. Бехтеева. — М., Л.: Государственное издательство, 1929. — 16 с. — (Для детей младшего возраста).

### Журнальные переводы
- Хаяси Фусао. Рассказы месяца / Перевод с японского А. Лейферта // Вестник иностранной литературы. — 1928. — № 2. — С. 124—136.
- Наканиси Иносукэ. Осеки, дочь Сейроку / Перевод с японского А. Лейферта // Вестник иностранной литературы. — 1928. — № 9. — С. 17—42.

### Научные публикации
- Лейферт А. А. Японский пролетарский театр: Тезисы к докладу // Тезисы к докладам Кружка японоведения при Полпредстве СССР в Японии. — Токио, 1928—1929.
- Лейферт А. А. Японский пролетарский театр // Материалы Кружка японоведения. — 1930. — № 1. — С. 51—56.